# Volla (cómic)
Volla es un personaje ficticio que aparece en Marvel Comics.

## Historia de publicación
Volla apareció por primera vez en Thor #127 (abril de 1966), y fue adaptada de la mitología por Stan Lee y Jack Kirby.
El personaje apareció posteriormente en Thor #1-3 (julio-septiembre de 1998), #29 (noviembre de 2000), #32 (enero de 2001), #35 (mayo de 2001), y #43 (enero de 2002).

## Biografía del personaje ficticio
De acuerdo con Thor #295, Erda es la hermana de Volla.
Volla muere después de dar a conocer sus profecías del Ragnarok. Aquellos con el coraje y la valentía de viajar hacia el Reino de los Muertos aún pueden obtener sus predicciones. Allí existe como un simple espectro. En Thor #276 Loki revela que Hela convocó su espíritu para que ella y Loki podieran oír cómo causar el Ragnarok.

## Poderes y habilidades
Volla tiene poderes de precognición, que le permiten ver a los futuros alternativos.

## En otros medios

### Videojuegos
- Volla aparece como un personaje no jugable en Marvel: Ultimate Alliance, con la voz de Nika Futterman. Una de las misiones opcionales en Niffleheim consiste en encontrar un cofre que contiene su anillo y su llave está perdida. Esta ha sido robada por Kurse y Ulik. Si el jugador se recupera el anillo de Volla, ella le advertirá a Odín sobre un atentado contra su vida, que dará lugar a la captura de Surtur en los próximos años. Si no, ella no advertirá a Odín sobre un atentado contra su vida y la muerte de Odín hundirá a Asgard en años de caos durante los cuales Thor gobernará Asgard luego de que Sif muere en la batalla. En una nota lateral, ella tiene un diálogo especial con Ms. Marvel cuando el jugador la encuentra por primera vez, y con Blade después de que el jugador encuentra su anillo.